# 道尼人

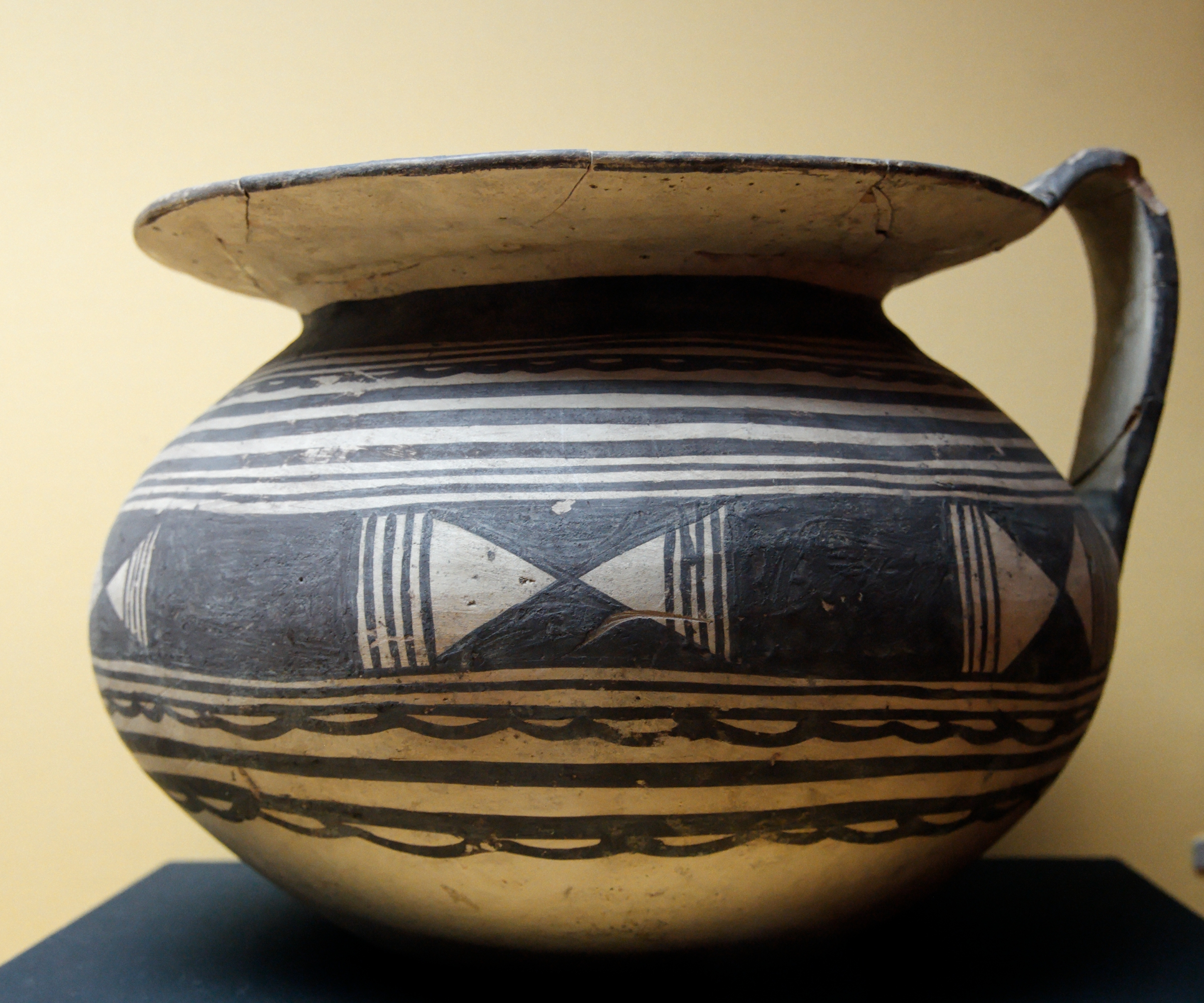
道尼人的陶瓦

道尼人（英語：Daunians，羅馬化：Daúnioi）是古典时代一个雅皮吉人部落，居住在阿普利亚北部。另外两个雅皮吉人部落普切蒂人和梅萨比人分别居住在阿普利亚的中部和南部，三个部落都讲梅萨比语，并且在公元前7世纪发展出了各自的文化。道尼人所居住的地区被称为道尼亚（英語：Daunia），其范围东南延伸至奥凡托河，西北到达加尔加诺半岛，这一区域基本上就是现今的福賈省。